# 蕭壽華
蕭壽華（英語：Rev. Dr. Gordon Siu），香港著名基督教牧師之一，前宣道會北角堂主任牧師，2019年退休，轉為顧問牧師，亦是明光社顧問團，曾任宣道會香港區聯會主席、建道神學院代院長、明光社主席。曾經擔任1996年、2003年及2019年港九培靈研經會講員。其妻子是程佳明女士，育有一子一女，二人均已成婚。

## 簡歷
- 1978年，於香港大學社會學系畢業，其後任職社工。
- 1981年，遠赴加拿大維真神學院進修道學碩士學位。
- 1985年，返回香港並加入宣道會北角堂，擔任傳道工作。
- 1987年5月，被按立為牧師，同年7月出任該會堂堂主任。
- 1999年，獲美國富勒神學院頒授教牧學博士學位，其博士論文其後出版為《聖靈領導的教會管理》一書（宣道出版社，2002年出版）。
- 2019年12月，宣佈退休，由周曉暉牧師繼任宣道會北角堂堂主任。[3]

## 著作
蕭牧師著作包括：
- 《聖靈領導的教會管理》
- 《領袖本色──聖靈領導的教會管理 精華篇》
- 《神子民的事奉》
- 《貼近主心懷》
- 《在愛與接納中握手》
- 《紛擾世情中的信仰立場》（合著）
- 《活出聖潔》（合著）
- 《牧野心路》

## 參看
- 香港基督教宣道會北角堂
- 基督教宣道會香港區聯會

## 外部連結
- 香港基督教宣道會北角堂（官方網站 ） （页面存档备份，存于）
- 基督教宣道會香港區聯會（官方網站） （页面存档备份，存于）